# ¿Por qué corres, Ulises?
¿Por qué corres, Ulises? es una obra de teatro de Antonio Gala estrenada en 1974.

## Argumento
La obra recrea el ocaso de los personajes de la epopeya griega La Odisea. Ulises retoza lejos de Ítaca con su amante Nausica.  Tras vencer un intento de asesinato por parte de Euríalo, prometido de Nausica, Ulises ve en sueños a su amante esposa Penélope, que le ruega que vuelva al hogar. Ulises finalmente decide retornar y se enfrenta con la verdadera Penélope, ajada y altiva. En la riña entre cónyuges por las infidelidades pasadas, Penélope finalmente le pide a Ulises que permita a Telémaco acceder al trono.

## Estreno
En el Teatro Reina Victoria, Madrid, 16 de octubre de 1975.
- Dirección: Mario Camus.
- Intérpretes: Alberto Closas (Ulises), Mary Carrillo (Penélope), Victoria Vera (Nausica), Margarita Calahorra (Eurimedusa), Rosario García Ortega (Eurimena), Juan Duato (Euríalo).

El estreno estuvo envuelto en polémica, ya que tan sólo un mes antes de la muerte del dictador Francisco Franco, supuso un enorme escándalo para las costumbres de la época, la aparición en un escenario de una mujer desnuda, como fue el caso de Victoria Vera. El estreno se empañó con los pateos de los opositores.